# Diwu
Diwu (kinesiska: 地巫, 地巫乡) är en socken i Kina. Den ligger i provinsen Sichuan, i den sydvästra delen av landet, omkring 500 kilometer väster om provinshuvudstaden Chengdu. Antalet invånare är 1799. Befolkningen består av 925 kvinnor och 874 män. Barn under 15 år utgör 23,0 %, vuxna 15-64 år 69 %, och äldre över 65 år 6,0 %.
Genomsnittlig årsnederbörd är 592 millimeter. Den regnigaste månaden är juli, med i genomsnitt 202 mm nederbörd, och den torraste är november, med 1 mm nederbörd.